# Kultura lateńska

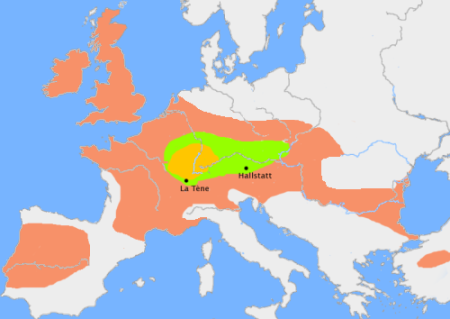
Wędrówki Celtów

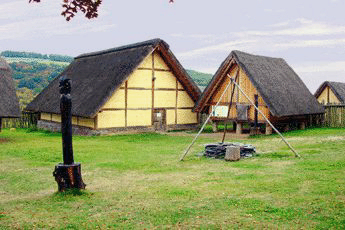
Celtyckie domostwa (rekonstrukcja) z Bundenbach w Niemczech

Kultura lateńska – archeolodzy terminem La Tène określają zbiór cech kulturowych charakterystycznych dla ludności celtyckiej, jednak kultura lateńska nie jest jednoznacznie tożsama z kulturą Celtów, gdyż niektóre grupy ludności celtyckiej znalazły się poza oddziaływaniem kultury lateńskiej (badania językowe). Kultura lateńska wykrystalizowała się na miejscowym podłożu kultury halsztackiej.
Sama nazwa stanowi eponim i pochodzi od stanowiska archeologicznego La Tène w miejscowości La Tène nad jeziorem Lac de Neuchâtel w Szwajcarii, na którym w czasie badań archeologicznych, prowadzonych w XIX wieku, odkryto znaczną liczbę zabytków związanych z ludnością celtycką.

## Chronologia, geneza i zanik
Pierwszą chronologię kultury lateńskiej wypracował Otto Tischler; wydzielił on trzy okresy: La Tène I, II, III; badania opierały się na zmienności fibul. Najstarszymi fibulami są te z nóżką odgiętą do tyłu i nie połączoną z kabłączkiem. Fibule środkowolateńskie posiadają nóżkę połączoną z kabłąkiem, lecz wyraźnie wyodrębnioną, fibule późnolateńskie zaś posiadają nóżkę połączoną z kabłąkiem i tworzącą z nią jednolite obramowanie. Chronologia według P. Reineckego: La Tène A (500-400 p.n.e.), La Tène B (400-300 p.n.e.), La Tène C (300-100 p.n.e.) i La Tène D (100 p.n.e. – przełom er).
Chronologia obecnie stosowana LT A (480-420 p.n.e.), LT B 1 (420-330 p.n.e.), LT B 2 (330-260/250 p.n.e.), LT C 1 (260/250-220 p.n.e.), LT C 2 (220-120 p.n.e.), LT D (120 p.n.e. – przełom er). Kultura lateńska powstaje na podłożu inwentarza typowego dla schyłkowego okresu kultury halsztackiej, zanika wraz z ekspansją Rzymu.

### Podział okresu lateńskiego
| Okres            | według Dechelette | według Reinecke | Datowanie                                      |
| ---------------- | ----------------- | --------------- | ---------------------------------------------- |
| Wczesnolateński  | La Tène I         | La Tène A       | 480–400 p.n.e.                                 |
| Wczesnolateński  | La Tène I         | La Tène B       | 400–300 p.n.e.                                 |
| Środkowolateński | La Tène II        | La Tène C       | 300–100 p.n.e. (regionalnie do ok. 150 p.n.e.) |
| Późnolateński    | La Tène III       | La Tène D       | 150/100 p.n.e. do pocz. I w. n.e.              |

## Obszar występowania i kontekst kulturowy
Kultura lateńska początkowo zajmowała obszar górnego Dunaju. Około V w. p.n.e. ludność celtycka rozpoczęła ekspansję na różne obszary Europy (ma to zapewne związek z demokracją wojenną wymuszającą kolejne wyprawy wojenne w czasie których dochodziło do zasiedlania opanowanych obszarów). Doszło wtedy do opanowania terenów współczesnej Francji, Hiszpanii, Brytanii. Około 400 p.n.e. zasiedlono północną Italię, a w 390 p.n.e. Celtowie złupili Rzym. W IV i III w. p.n.e. formy celtyckie pojawiają się w środkowej Europie.
W latach 280-279 p.n.e. Celtowie atakują Macedonię, Tesalię i Epir, 278-277 p.n.e. przekraczają cieśninę Bosfor i zakładają państwo Galatów. Kultura lateńska współwystępuje z Republiką Rzymską, państwami greckimi, kulturą jastorfską, kulturą puchowską i kulturą przeworską.

## Charakterystyczne wytwory kulturowe
Charakterystycznymi zabytkami kultury lateńskiej są zapinki typu La Tène, groty włóczni, miecze, owalne tarcze z umbem taśmowatym, bransolety rozszerzone na końcach, pasy łańcuchowe z profilowanych ogniw, początkowo ceramika robioną ręcznie od LT C ceramika wytwarzana na kole garncarskim (formy garnkowate i wiaderkowate), szklane bransolety.

## Osadnictwo
Około połowy II w. p.n.e. na terenie objętym kulturą lateńską wykształcają się oppida; są to osady o charakterze protomiejskim otoczone fortyfikacjami. Najbardziej znane to tak zwane murus gallicus opisane przez Cezara w O wojnie galijskiej. Były one ośrodkami rzemiosła i władzy politycznej. Budynki były wznoszone na planie prostokąta w formie półziemianki o konstrukcji słupowej; występują one zarówno w oppidach, jak i w osadach otwartych o charakterze „wiejskim”. Najbardziej charakterystyczne stanowiska typu osadniczego (oppida) to Alezja, Mediolanum, Bibracte, Numancja, Londinum, Stare Hradisko.

## Obrządek pogrzebowy
W okresie LT A i LT B dominuje pochówek inhumacyjny (szkieletowy), od okresu LT C forma pochówku zmienia się na pochówek ciałopalny (prawdopodobny wpływ świata greckiego), dary grobowe niszczone rytualnie, stopniowe ubożenie inwentarza grobowego w fazie schyłkowej zanikają stanowiska o charakterze cmentarnym (najprawdopodobniej spowodowane jest to stosowaniem nieuchwytnego archeologicznie typu pochówku).

## Wierzenia
Z opisów starożytnych znamy trzech głównych bogów celtyckich: Teutatesa, Taranisa, Esusa. Składano im ofiary z ludzi zgodnie z upodobaniami bóstw. Istnieje kasta kapłanów zwanych druidami, którzy prawdopodobnie posiadali w swych rękach także znaczną władzę polityczną.

## Gospodarka
Rolnictwo celtyckie wykazywało wysoki poziom zaawansowania stosowano koski, półkoski, żniwiarki dwukołowe, kompleksy pól uprawnych z granicami w postaci wałów kamienno-ziemnych (tzw. Celtic fields), hodowla, znaczny rozwój wytopu żelaza, kowalstwa, mennictwa.

## Pismo
Celtowie znali pismo, z którym zetknęli się w czasie kontaktów z Grekami i Rzymianami. Używali go sporadycznie, m.in. na monetach, ale druidzi zabraniali zapisywania jakichkolwiek wiadomości o ich wierzeniach, historii, tradycji. Wszystkie opisy pochodzą od obcych, którzy często byli uprzedzeni do Celtów lub byli ich wrogami, jak Juliusz Cezar (Commentarii de bello gallico).